# Leon Gaykis
Leonid Yákovlevich Gaykis (en ruso; Леонид Яковлевич Гайкис, 1898-¿1937?) fue un diplomático soviético, que se desempeñó como embajador de su país en España en 1937.

## Biografía
Nació en Varsovia —entonces partes del Imperio ruso—, en el seno de una familia judía burguesa. En 1917 ingresó en el Partido Comunista de la Unión Soviética y luego se enroló en el Ejército Rojo. Posteriormente pasó a servir en el servicio diplomático soviético, siendo miembro de la comisión fronteriza polaco-soviética. En 1924 fue enviado a México como adjunto del embajador y primer secretario de la embajada, llegando a quedar al frente de la misma y desarrollando una muy activa labor política y cultural que dotó de un notable progagonismo social al comunismo mexicano. Permaneció en México hasta 1928. Tras su regreso a la Unión Soviética, pasó a trabajar para la Profintern y posteriormente para la Comisaría del Pueblo de Asuntos Exteriores.
En agosto de 1936 fue enviado a la España republicana, donde pasó a ejercer como encargado de negocios de la Embajada soviética. En febrero de 1937 asumió el cargo de embajador en España, en sustitución de Marcel Rosenberg. No hay constancia de que Gaykis llegase a desarrollar una activa labor en su nuevo puesto, aunque poco después de asumir el cargo envió a Moscú un informe negativo sobre las actividades del cónsul general soviético en Barcelona, Vladímir Antónov-Ovséyenko, y los problemas que causaba a las autoridades republicanas. Gaykis organizó intercambios culturales hispano-soviéticos, aunque por órdenes superiores se abstuvo de intervenir en la política interna española. Unos meses después —en mayo— fue llamado a Moscú, donde se asume que desapareció víctima de la Gran Purga. Tras su marcha a la URSS la jefatura de la diplomacia soviética en España fue asumida por Serguéi Márchenko, aunque con el rango de encargado de negocios.